# Senato (Egitto)

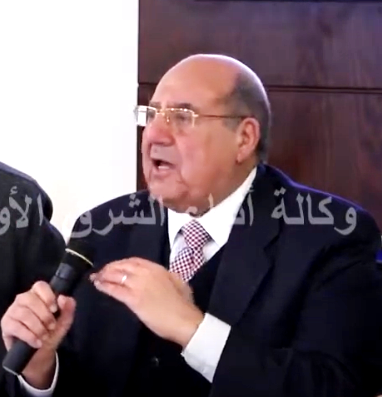
Presidente del Senato egiziano, Abdel-Wahab Abdel-Razeq

Il Senato dell’Egitto è la camera alta del Parlamento bicamerale egiziano, istituito in seguito ad una modifica approvata con un referendum costituzionale del 2019 e dalle successive Elezioni senatoriali in Egitto del 2020.

## Storia
Il Consiglio della Shura (in arabo مجلس الشورى‎? , pronunciato [ˈMæɡles eʃˈʃuːɾˤɑ], "consiglio consultivo") era la camera alta dell'ex Parlamento bicamerale dell'Egitto. La camera bassa del parlamento è la Camera dei Rappresentanti. Il consiglio è stato abolito dalla costituzione del 2014.
Il Consiglio della Shura è stato creato nel 1980 attraverso un emendamento costituzionale. Il Consiglio era composto da 264 membri di cui 176 eletti direttamente e 88 nominati dal Presidente della Repubblica per un mandato di sei anni. Ogni tre anni venivano eletti metà dei membri.
Il 2 dicembre 2012 si sarebbe dovuto tenere un processo riguardante la costituzionalità del Consiglio della Shura da parte dell'Alta Corte costituzionale, ma la corte ha rinviato il verdetto in risposta alle proteste. La dichiarazione costituzionale di Mohamed Morsi del novembre 2012 non permise più alla magistratura di sciogliere le camere. In seguito alle proteste viene rilasciata da Morsi nel dicembre 2012 una seconda dichiarazione costituzionale che consentiva nuovamente lo scioglimento del Consiglio della Shura da parte della magistratura. L'Alta Corte costituzionale ha deferito la causa allo State Commissioners' Board, che è il comitato consultivo dell'Alta Corte costituzionale, il 15 gennaio 2013. Il consiglio di amministrazione esaminerà la causa il 10 febbraio 2013; dopo che gli avvocati avranno fornito i documenti richiesti, il consiglio creerà un rapporto sulla costituzionalità della legge elettorale. La relazione viene ricevuta il 22 aprile 2013. La formazione del Consiglio della Shura viene dichiarata incostituzionale il 2 giugno 2013; per protesta, all'inizio di luglio 2013, 30 membri del Consiglio della Shura si sono dimessi. Il Consiglio della Shura è stato sciolto il 5 luglio 2013.
Gli emendamenti che hanno seguito il Referendum costituzionale in Egitto del 2019 hanno reso il parlamento un organo bicamerale, con il Consiglio della Shura, abolito nel 2014, restaurato come Senato, composto da 200 membri eletti e 100 nominati dal presidente.

## Membri
Il Consiglio della Shura comprendeva 264 membri, due terzi (176) dei quali sono stati eletti a scrutinio diretto, e il restante terzo nominato dal Presidente della Repubblica. La metà di tutti i membri dovevano essere agricoltori o lavoratori. In seguito al referendum del 2019, il Senato comprende 300 membri, di cui due terzi (200) eletti a scrutinio diretto, e il restante terzo nominato dal Presidente della Repubblica.

### Durata del mandato e attività
Il periodo di appartenenza al Consiglio della Shura era di sei anni. Tuttavia, ogni tre anni era richiesta una nuova elezione e nomina del 50% del numero totale dei membri. La rielezione e la riconferma erano possibili per quei membri il cui mandato stava scadendo. In seguito al referendum costituzionale del 2019 il mandato di ogni senatore dura 5 anni, al termine dei quali viene eletto il 100% del numero totale dei senatori.

### Criteri dei candidati
In conformità con la legge, qualsiasi candidato che desideri essere eletto al Senato deve soddisfare le seguenti condizioni:
- Possedere la nazionalità egiziana oltre ad essere figlio o figlia di un cittadino egiziano.
- Non avere meno di 35 anni al momento dell'elezione o della nomina.
- Aver completato il servizio militare o esserne esentato.

I senatori vengono eletti secondo un sistema proporzionale, in conformità con gli emendamenti costituzionali del 2019.

## Poteri
Sebbene i poteri del Consiglio della Shura non fossero così ampi o efficaci come l'Assemblea del popolo, la sua giurisdizione, come previsto dagli articoli 194 e 195 delle Costituzioni del 1971 e del 2012, copre lo studio e la proposta di ciò che è ritenuto necessario per preservare i principi della rivoluzione del 23 luglio e della rivoluzione correttiva del 15 maggio 1971. Il Consiglio della Shura veniva interpellato su quanto segue (articolo 195):
Il consiglio deve ratificare:
- Le proposte di legge di modifica costituzionale.
- Tutti i trattati o accordi che influenzano l'integrità territoriale o la sovranità dell'Egitto.

In caso di disaccordo con l'Assemblea del popolo, veniva formato un comitato misto, composto dai presidenti di entrambe le camere e da sette membri per ciascuna camera. In seguito la proposta di legge era riesaminata in entrambe le Camere. Se uno dei due era ancora in disaccordo, la questione veniva nuovamente discussa in una seduta congiunta di entrambe le camere per raggiungere una decisione comune.
Il consiglio era considerato a capacità consultiva per:
- Bozze e piani generali per lo sviluppo sociale ed economico.
- Progetti di legge deferiti al Consiglio dal Presidente della Repubblica.
- Tutte le questioni relative alla politica generale dello Stato o alle questioni internazionali deferite al Consiglio della Shura dal Presidente della Repubblica.

In questo caso, il consiglio ha sottoposto la sua decisione al presidente e all'Assemblea popolare.
In seguito alla Costituzione del 2014 e il referendum costituzionale del 2019, il Senato, assieme alla Camera dei rappresentanti, compone il bicameralismo stabilito dalla legge.
Il Senato rappresenta, dal 2020, la Camera alta del parlamento egiziano.